# Michael Johansen (fodboldspiller)
 For alternative betydninger, se Michael Johansen. (Se også artikler, som begynder med Michael Johansen)
Michael Johansen (født 22. juli 1972) er en dansk tidligere fodboldspiller, der spillede det meste af karrieren som offensiv midtbanespiller for F.C. København og Bolton Wanderers F.C. i England. Han afsluttede karrieren i AB. Michael Johansen opnåede endvidere to kampe for det danske fodboldlandshold og var med til OL i 1992. 
Michael Johansen er tvillingebror til fodboldspilleren Martin Johansen, som han spillede sammen med i bl.a. B 1903 og FCK. Han er i dag fodboldagent. 

## Klubkarriere
Michael Johansen blev født i Glostrup og begyndte sammen med tvillingebroderen Martin Johansen som fire-årig at spille fodbold i den lokale klub Rosenhøj BK. De skiftede senere til KB, hvor de i 1990 debuterede for klubbens førstehold i den bedste danske række, 1. division. KB rykkede ned i den nye 1. division, og tvillingerne skiftede til B 1903 i 1991, hvor de bl.a. var med i B1903's 6-2 sejr over Bayern München på Gentofte stadion. 

I 1992 blev F.C. København etableret som en overbygning af B 1903 og KB, og tvillingerne spillede herefter for FCK, der vandt sit første mesterskab i 1992-93-sæsonen. Michael Johansen opnåede i alt 136 kampe for FCK (heraf 114 superligakampe) med 24 mål inden han blev skilt fra tvillingebroderen Martin, da han i 1996 blev solgt til den engelske klub Bolton Wanderers i den næstbedste række. Michael Johansen fik i England tilnavnet "Smurf" (smølfen) og var med til at spille Bolton til Premier League i 1997–98 sæsonen, hvor klubben dog kun opnåede en enkelt sæson. Han var endvidere med til at føre Bolton til semifinalen i FA Cup'en mod Aston Villa, men var medvirkende til at klubben røg efter i straffesparkkonkurrencen, da han og Allan Johnston brændte deres straffespark. Michael Johansen spillede 137 ligakampe for Bolton, hvor han scorede 16 mål.
Efter opholdet i Bolton vendte Johansen i juni 2000 tilbage til Danmark, hvor han skrev kontrakt med for Superligaens bronzevindere AB. Da AB rykkede ned i 1. division efter 2003-04 sæsonen, indstillede Martin Johansen sin karriere.

## Landsholdskarriere
Som ungdomsspiller opnåede han 16 kampe for U19-landsholdet (1988-91) og 12 kampe for U21-landsholdet (1990-93). Han blev udtaget til det danske olympiske fodboldhold, der deltog ved OL i 1992, men opnåede dog ikke spilletid under turneringen. 
Han deltog med Ligalandsholdet i tre kampe i Asien i februar 1994 og i en enkelt kamp i januar 1995 i Canada.
Da Morten Olsen blev landstræner i 2000 blev Michael Johansen udtaget til det danske A-landshold, og han fik debut i Danmarks sejr over Færøerne den 16. august 2000. Han spillede yderligere én enkelt landskamp, da han den 20. november 2002 blev skiftet ind i det 82. minut for Dennis Rommedahl i en venskabskamp mod Polen. 
Han blev i 2003 atter udtaget til Ligalandsholdet, og spillede i januar og februar 2003 tre kampe i Asien.

## Hæder og resultater
DBU
- Årets U19-talent (sammen med tvillingebroderen Martin) (1990)[6]

FCK
- Årets spiller 1995
- Optaget i FCK's "Legends Club"[7]

Bolton Wanderers
- Vinder af Football League First Division 1996–97